# Кепа Бланко
Кепа Бланко (ісп. Kepa Blanco; нар. 13 січня 1984, Марбелья, Іспанія) — іспанський футболіст, що грав на позиції нападника. Виступав за молодіжну збірну Іспанії.
Володар Кубка Іспанії з футболу. Дворазовий володар Кубка УЄФА. Володар Суперкубка УЄФА.

## Клубна кар'єра
Вихованець футбольної школи клубу «Севілья».
У дорослому футболі дебютував 2002 року виступами за команду клубу «Севілья Атлетіко», в якій провів три сезони, взявши участь у 88 матчах чемпіонату.
Своєю грою за цю команду привернув увагу представників тренерського штабу головної команди «Севільї», до складу якої почав залучатися 2005 року. Відіграв за клуб з Севільї наступні два сезони своєї ігрової кар'єри. За цей час виборов титул володаря Кубка Іспанії з футболу, ставав володарем Кубка УЄФА (двічі), володарем Суперкубка УЄФА.
Протягом 2007 року захищав кольори команди клубу «Вест Гем Юнайтед».
Того ж року уклав контракт з клубом «Хетафе», у складі якого провів наступні три роки своєї кар'єри гравця.
Протягом 2010—2011 років захищав кольори команди клубу «Рекреатіво».
Завершив професійну ігрову кар'єру у клубі «Гвадалахара», за команду якого виступав протягом 2012—2013 років.

## Виступи за збірні
2003 року дебютував у складі юнацької збірної Іспанії, взяв участь у 3 іграх на юнацькому рівні, відзначившись одним забитим голом.
Протягом 2005—2006 років залучався до складу молодіжної збірної Іспанії. На молодіжному рівні зіграв у 12 офіційних матчах, забив 4 голи.

## Досягнення
- Переможець Середземноморських ігор: 2005
- Володар Кубка Іспанії з футболу:

«Севілья»: 2006–2007
- Володар Кубка УЄФА:

«Севілья»: 2005–2006, 2006–2007
- Володар Суперкубка УЄФА:

«Севілья»: 2006